# Łyński Młyn
Łyński Młyn (deutsch Lahnamühle) ist ein kleiner Ort in der polnischen Woiwodschaft Ermland-Masuren und gehört zur Gmina Nidzica (Stadt- und Landgemeinde Neidenburg) im Powiat Nidzicki (Kreis Neidenburg).

## Geographische Lage
Łyński Młyn liegt im Südwesten der Woiwodschaft Ermland-Masuren, zehn Kilometer nördlich der Kreisstadt Nidzica (deutsch Neidenburg). Die Siedlung befindet sich oberhalb des Quellgebiets des Flusses Alle (polnisch Łyna) an der Grenze zum Naturschutzgebiet Reserwat przyrody Żródła rzeki Łyny.

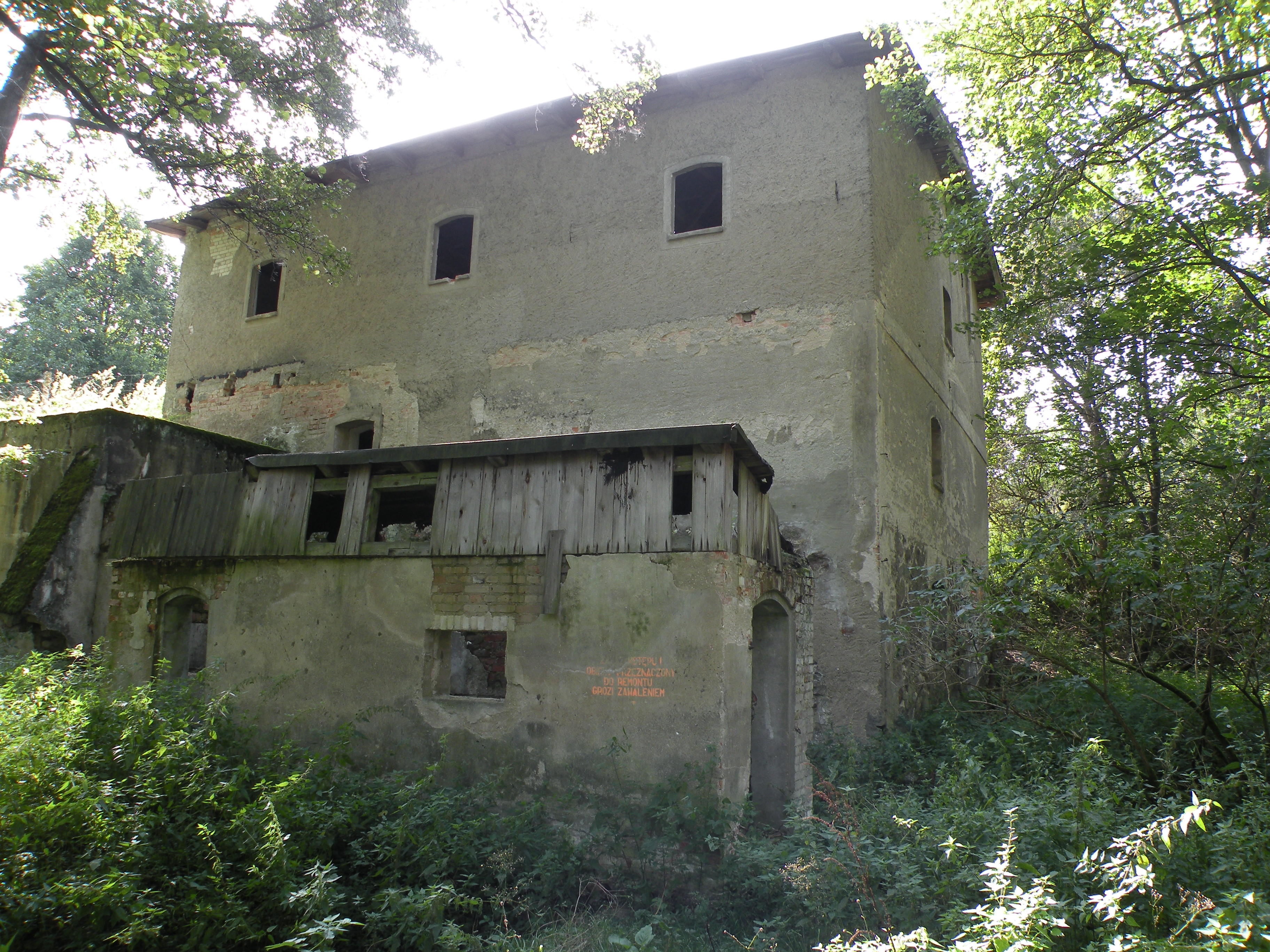
Überreste der Lahnamühle im Jahre 2010

## Geschichte
Lahnamühle wurde 1387 gegründet und bestand in seinem Ursprung aus einer Wassermühle mit Gehöft, und später befand sich eine Ziegelei etwa dreihundert Meter südöstlich der Mühle. Im Jahre 1857 sollen 13 Einwohner in Lahnamühle gemeldet gewesen sein.
Das Etablissement Lahnamühle wurde 1874 in den neu errichteten Amtsbezirk Lahna (polnisch Łyna) im ostpreußischen Kreis Neidenburg eingegliedert. Am 4. Januar 1896 wurde es dann in die Gemeinde Lahna integriert.
Mit dem gesamten südlichen Ostpreußen kam Lahnamühle 1945 in Kriegsfolge an Polen und erhielt die polnische Namensform „Łyński Młyn“. Einbezogen in das Schulzenamt (polnisch Sołectwo) Łyna, ist die kleine Siedlung heute eine Ortschaft innerhalb der Gmina Nidzica (Stadt- und Landgemeinde Neidenburg) im Powiat Nidzicki (Kreis Neidenburg), bis 1998 der Woiwodschaft Olsztyn, seither der Woiwodschaft Ermland-Masuren zugeordnet.

## Kirche
Lahnamühle war bis 1945 in die evangelische Kirche Lahna in der Kirchenprovinz Ostpreußen der Kirche der Altpreußischen Union sowie in die römisch-katholische Kirche Neidenburg im Bistum Ermland eingepfarrt.
Heute gehört Łyński Młyn katholischerseits zur Pfarrkirche Łyna im jetzigen Erzbistum Ermland, außerdem evangelischerseits zur Heilig-Kreuz-Kirche Nidzica in der Diözese Masuren der Evangelisch-Augsburgischen Kirche in Polen.

## Verkehr
Łyński Młyn ist über Nebenstraßen bzw. Landwege von Łyna (Lahna/Allendorf) sowie Orłowo (Orlau) aus zu erreichen.